# 亚历山德里娅·珀金斯
亚历山德里娅·珀金斯（英語：Alexandria Perkins，2000年7月27日—），澳大利亚女子游泳运动员，2022年英联邦运动会混合4×100米混合泳接力金牌得主、2024年夏季奥林匹克运动会女子4×100米混合泳接力银牌得主。